# Come Home (bài hát của OneRepublic)
"Come Home" là một bài hát được sáng tác bởi thành viên Ryan Tedder của nhóm nhạc OneRepublic, nằm trong album phòng thu đầu tay của nhóm Dreaming Out Loud (2007). Bài hát được đệm bằng đàn dương cầm và bao gồm nhiều yếu tố của dàn nhạc giao hưởng, cùng phần lời nhạc tập trung vào đoạn hook "Come home, come home". Nhiều người cho rằng bài hát là lời kêu gọi những người lính Mỹ quay về khi Tedder viết bài hát này về một người bạn đang phục vụ đất nước ở phương xa. "Come Home" được đánh giá cao và được xem là một trong những bài hát nổi bật từ Dreaming Out Loud.
Năm 2009, bài hát được tái phát hành cùng với sự góp mặt của nữ ca sĩ kiêm sáng tác Sara Bareilles, dưới dạng đĩa đơn kĩ thuật số thứ 5 và cũng là đĩa đơn cuối cùng trích từ album. Bài hát đạt đến vị trí thứ 80 trên Billboard Hot 100 trong tuần lễ ngày 14 tháng 7 trước khi rời khỏi bảng xếp hạng trong tuần lễ kế tiếp. Bài hát chưa từng được gửi đến các trạm phát thanh và thất bại trong việc leo lên bất cứ bảng xếp hạng nào ngoài Hoa Kỳ. "Come Home" từng được xuất hiện trong các tập phim của Gossip Girl, Cold Case và The Vampire Diaries.

## Tiếp nậhn
Nick Levine từ Digital Spy đề cao bài hát vì tính nổi bật của nó trước những bài hát "piano-rock mâu thuẫn" chủ đạo từ Dreaming Out Loud. Sputnik Music và About.com Top 40 đều xem "Come Home" là một bài hát nổi bật từ album. Vì không được quảng bá rộng rãi nên bài hát không thể đạt thành công như 2 đĩa đơn trước, chỉ vươn đến vị trí thứ 80 trong tuần lễ phát hành trên Hot 100.
| Các bảng xếp hạng (2011) | Thứ hạng cao nhất |
| ------------------------ | ----------------- |
| Billboard Hot 100        | 80                |

## Phiên bản của Faith Hill
Nữ ca sĩ nhạc đồng quê người Mỹ Faith Hill thể hiện lại bài hát này vào năm 2011, khi phối nó theo phong cách ảnh hưởng từ power pop và country pop. Hill trình làng phiên bản này của mình tại lễ trao giải CMA Awards lần thứ 45, và sau đó phát hành thông qua hệ thống iTunes vào ngày 9 tháng 11 năm 2011 dưới dạng đĩa đơn đầu tiên trích từ album phòng thu thứ 7 của cô, và cũng là đĩa đơn đầu tiên của cô được phát hành kể từ "Red Umbrella" vào năm 2007.

### Xếp hạng
| Các bảng xếp hạng (2011) | Thứ hạng cao nhất |
| ------------------------ | ----------------- |
| US Hot Country           | 26                |
| US Country Digital       | 24                |
| Billboard Hot 100        | 82                |